# Asedio de Changchun
El Asedio de Changchun fue una batalla que formó parte de la Guerra de Liberación que enfrentó a los comunistas chinos contra el Kuomintang, los nacionalistas chinos. Tuvo lugar entre el 23 de mayo y el 16 de octubre de 1948. 

## Antecedentes

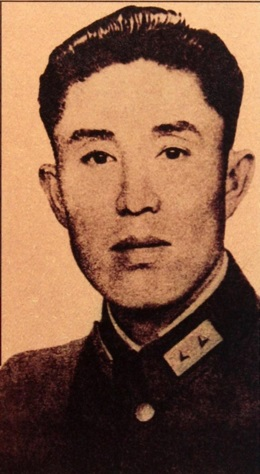
General Zheng Dongguo

Hasta 1898, con la llegada de transporte ferroviario, Changchun era una ciudad mercantil pequeña. Se convirtió en la ciudad donde enlazaban el Ferrocarril del Sur de Manchuria, del que eran dueño el Imperio de Japón, y el Ferrocarril Chino del Este en manos del Imperio Ruso.
En 1932 la ciudad se convirtió en capital de Manchukuo, Estado títere de Japón. Durante este periodo la ciudad se convirtió en una urbe moderna con grandes avenidas, obras públicas y muchos parques al lado de mansiones majestuosas para los consejeros japoneses y los colaboracionistas.
El 8 de agosto de 1945, Stalin declaraba la guerra a Japón y al día siguiente las tropas soviéticas cruzaban la frontera de Manchuko. A los 10 días del lanzamiento de la ofensiva, el Ejército de Kwantung fue totalmente aplastado. Los soldados japoneses empezaron a rendirse en masa a los soviéticos. Las tropas japonesas en Manchuria se encontraban en un estado de caos total, por lo que los soviéticos en un primer momento pensaron en desplegarse por el territorio con tropas aerotransportadas. No fue necesario. Los aviones del  Ejército Rojo simplemente aterrizaron en pistas de aterrizaje abandonadas por sus adversarios, descargando sus tropas para tomar el control de instalaciones estratégicamente importantes. En uno de esos aeropuertos encontraron accidentalmente al que más tarde fue llamado último emperador de China Henry Puyi que aunque residía en Changchun fue atrapado en Shenyang junto a otros miembros del Gobierno mientras esperaban el vuelo que los llevase a Japón.
Los soviéticos abandonaron la ciudad en abril de 1946, pero antes desmantelaron las fábricas llevándose en trenes todas las máquinas y materiales para finalmente demolerlas. Los soldados soviéticos antes de abandonar territorio chino equiparon con material japonés abandonado a las tropas comunistas. Según el propio gobierno soviético setecientos mil rifles, dieciocho mil ametralladoras, ochocientos sesenta aviones y cuatro mil piezas de artillería. Dos meses más tarde volvía a comenzar la guerra civil. Tras unas victorias  del Ejército Nacional Revolucionario, el 23 de mayo de 1946 la ciudad pasaba a manos de los nacionalistas.

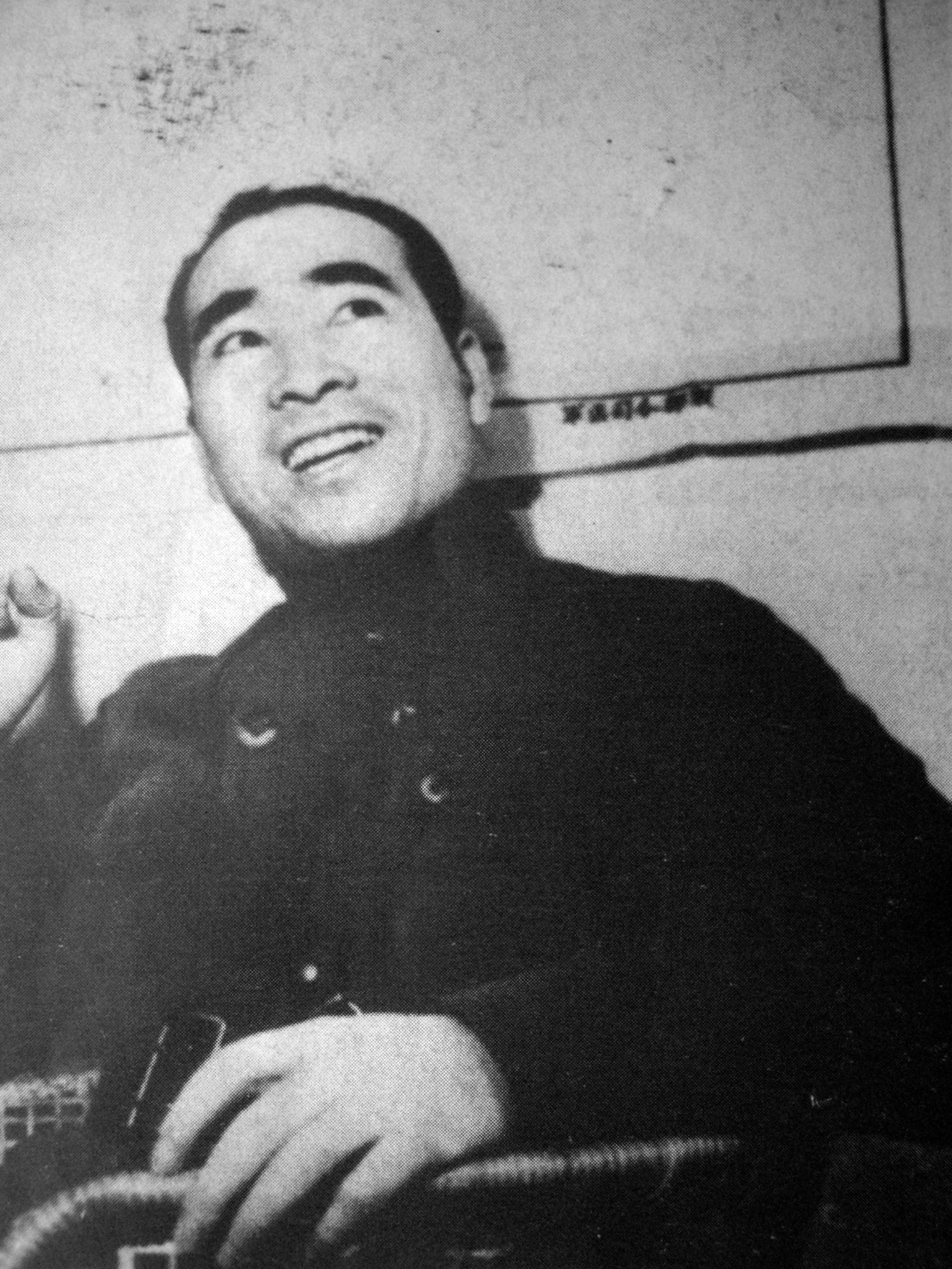
Lin Biao como Comandante en Jefe en Manchuria (~1947–1948)

El Ejército Popular de Liberación se hizo con la ciudad de Siping, al sur, el 13 de marzo de 1948 despejando el camino para marchar sobre Changchun.
En Changchun había unos 100000 soldados: el 60.º Ejército, soldados procedentes de Yunnan y el 7.º Ejército formado por veteranos que fueron entrenados por los Estados Unidos y que lucharon en Birmania. Había también unos 500000 civiles. Muchos de esos civiles eran refugiados que venían huyendo del avance comunista y que al tener las vías férreas cortadas no podían seguir hasta Beijing. En la ciudad nadie tenía autorización de huir y se ordenó a todos los hombres a cavar zanjas. Los nacionalistas hicieron tres líneas defensivas formadas de blocaos alrededor de la ciudad.
En abril de 1948 el 8.º Ejército Itinerante provisto de armas japonesas y a las órdenes de Lin Biao, uno de los mejores comandantes y un brillante estratega, marchaba hacía Changchun.

## Asedio
El 23 de mayo las tropas de Lin Biao llegaban a las afueras de la ciudad. Para evitar que los suministros fueran llevados por aire a la ciudad, el comandante  Xiao Jinguang capturó el aeropuerto de Dafangshen y ordenó crear cráteres en las pistas y defendió el aeropuerto.
En la ciudad se impuso el toque de queda de ocho de la tarde a cinco de la mañana, todo lo que pudiese servir como defensa había sido requisado y los soldados recibieron la orden de matar a quien no se dejase registrar. Durante la primera semana del asedio los aviones arrojaron suministros y se organizó un comité que repartía cigarros y pasteles, montaban puestos donde daban té y atendían a los heridos.
Una semana después, al ver que Zheng Dongguo, oficial encargado de defender la ciudad, no se rendiría; Lin Biao dio la orden de <<transformar Changchun en una ciudad de muerte>>. Las tropas del ejército de Liberación, unos 200000 soldados, colocaron minas y sabotearon las tuberías de agua de la ciudad. Comenzaron a bombardear la ciudad con artillería pesada y cañones antiaéreos centrándose en los edificios del Gobierno. 

### Comienza el éxodo de los ciudadanos
Los aviones del bando nacionalista no tenían la capacidad de abastecer a la ciudad y las baterías antiaéreas los obligaban a volar a unos 3000 metros por lo que muchas de las provisiones caían fuera de la zona controlada por sus propias tropas. De unas trescientas toneladas de cereales que se necesitaban al día, en el mejor de los casos se lograban entregar unas ochenta y cuatro. A pesar de ello, en junio Chiang Kai-shek revocaba la prohibición de abandonar la ciudad vía telégrafo.
Los nacionalistas animaron a los ciudadanos a salir de la ciudad para evitar la hambruna, pero una vez fuera les era denegado el regreso. Todos los que querían marcharse eran registrados. Les estaba vetado llevarse utensilios de metal, oro, plata e incluso sal. Una vez que los ciudadanos habían decidido salir de la ciudad debían atravesar tierra de nadie que estaba repleta de bandidos, en ocasiones armados, que en otro tiempo habían sido soldados del ejército. El Ejército de Liberación había rodeado la ciudad con alambradas y zanjas de unos cuatro metros y estaban apostados cada cincuenta metros e impedían traspasar esas líneas. Lin Biao escribió a Mao Ze Dong: 

No permitimos que los refugiados se marchen y los exhortamos a volver sobre sus pasos. Al principio, este método era muy efectivo, pero luego la hambruna se agravó y los civiles hambrientos abandonan la ciudad en rebaño a todas horas del día y de la noche, y cuando los rechazamos empezaron a agruparse en el área que media entre nuestras tropas y las del enemigo.[...] 

Se arrodillaban en masa frente a nuestras tropas y nos rogaban que los dejáramos pasar. Había quien nos dejaba a sus bebés y niños pequeños y huía, otros se ahorcaban frente a los centinelas. Los soldados que presenciaban toda esta miseria se desalentaban, y algunos llegaban al extremo de llorar y caer de rodillas con los hambrientos, a la vez que les decían <<Solo seguimos órdenes>> Otros les dejaban pasar en secreto. Una vez que corregimos esta situación, salió a la luz otra tendencia, a saber, que ciertos soldados pegaban, ataban y disparaban a los refugiados, y mataban a algunos de ellos

En agosto había unos 150000 civiles en tierra nadie que estaba atestada de cadáveres.
Dentro de la ciudad se prohibió el comercio privado bajo amenaza de muerte. Los soldados nacionalistas comenzaron a robar a los ciudadanos a punta de pistola. Se comenzó a matar a los caballos para alimentarse y luego se pasó a los animales domésticos. Se empezó a comer alimentos podridos y finalmente se alimentaban con la corteza de los árboles, insectos y el cuero de los cinturones. En el mercado negro se vendía carne humana a 1,20 dólares algo más de 400 gramos. Los suicidios colectivos se convirtieron en algo corriente.
Con la llegada del otoño las temperaturas descendieron y se tuvo que arrancar las maderas del suelo, de los techos e incluso destruir edificios enteros para usarlos como leña. Se acabó destruyendo un 40% de los edificios de la ciudad lo que obligaba a los ciudadanos a guarecerse de los bombardeos de la artillería en chabolas llenas de escombros y cadáveres mientras los altos cargos nacionalistas se resguardaban en grandes estructuras de hormigón.
Si bien muchos soldados nacionalistas habían estado desde el principio del asedio cambiando de bando, tras ciento cincuenta días, el 16 de octubre; gran parte del 60.º Ejército nacionalista desertó en bloque y se pasó al bando comunista.. 
El Séptimo Ejército intentó atravesar las líneas enemigas sin éxito. Zheng Dongguo y mil soldados más se resguardaron en la ciudad. Tras tres días de fuertes bombardeos y tras comunicarle por radio a Chiang Kai-shek que lo lamentaba profundamente y que su fracaso <<pone un punto vergonzoso en la revolución>>, se rendía tras el acuerdo de los oficiales del 7.º Ejército con los del Ejército de Liberación.

## Consecuencias
Chiang Kai-shek ordenó a Zheng Dongguo que dejará la ciudad y marchara rumbo a Shenyang, primera gran ciudad que encontraría al sur, siguiendo la vía del ferrocarril dirección Beijing y que cayó en poder comunista el 30 de octubre.
La caída de la ciudad dejó claro a los nacionalistas que Manchuria caería con facilidad. Zheng Dongguo, cuando se le preguntó si, al caer Changchun, Beijing quedaría a salvo, respondió: Ningún lugar de China quedará a salvo.
Muchos miembros del Gobierno y civiles en general, estaban profundamente cansados del método bélico del Gobierno. Lu Fu, miembro del Yuan Legislativo, afirmaba: <<El Presidente Chiang está demasiado cansado después de todos estos años...Ahora deberíamos instar al Presidente a que se tome un año para visitar los Estados Unidos...Si al final de un año la situación mejora, siempre se le puede invitar a regresar a China para hacerse cargo>>.
Se calcula que murieron unos 160000 civiles por inanición. Zhang Zhenglong, teniente del Ejército de Liberación  que documentó el asedio escribió: <<Changchun fue como Hiroshima. La mortandad fue aproximadamente la misma. Hiroshima duró nueve segundos. Changchun, cinco meses>>. Se cree que la razón del mal trato recibido por los civiles podría estar causado porque no tenían trato ni con el Kuomintang ni con el Partido Comunista.